# 三田友梨佳
三田友梨佳（1987年5月23日—），出身於東京都。前日本富士電視台播報員。

## 經歷
家族是經營有著百多年歷史的劇場「明治座」以及著名料亭「玄冶店 濱田家」的三田家，祖父三田政吉是明治座前會長，母親出身於福岡縣。
先後就讀於青山學院高等部、青山學院大學國際政治經濟學部。
2011年加入富士電視台，同期入社的還有生田龍聖和竹內友佳。2012年1月開始主持首個自身冠名節目《MITAPANBU》，三田也成為富士電視台內第七位被稱為「XX-pan」的女主播。
興趣是觀看體育比賽、電影鑒賞。持有實用英語技能檢定準1級、托業850分、日本舞踊名取、日本漢字能力檢定2級等資格證書。
高校三年級時，曾在美國華盛頓州西雅圖留學一年，英語非常流利。
2012年8月8日，她將初次發行單曲，歌名（為三田主播之意）。

## 音樂

### 單曲
- （2012年）

## 外部連結
- 富士電視台 三田友梨佳（页面存档备份，存于）（日語）